# Circonscription de Swan
La circonscription de Swan est une circonscription électorale fédérale australienne en Australie-Occidentale. La circonscription a été créée en 1901 et est l'une des 75 circonscriptions de la première élection fédérale. Elle tient son nom de la Swan River.
Pendant plusieurs décennies, elle a été un siège marginal, s'étendant le long des Swan et Canning Rivers, depuis les banlieues aisées de la cité de Perth Sud à l'ouest, qui, généralement, votent pour le Parti libéral, jusqu'à la cité de Belmont à l'est et à une partie de la cité de Canning au sud-est, qui sont plus de tendance ouvrière et votent en général pour le Parti travailliste. Un redécoupage fait avant l'élection de 2010 a ajouté la localité fortement travailliste de Langford (en), qui était auparavant dans la circonscription de Tangney, ce qui en a fait un siège théoriquement assuré au parti travailliste. 
Au départ, elle était située en campagne, s'étendant de Dongara au nord, jusqu'à Merredin à l'est et jusqu'à la côte au sud. Elle s'est contractée ensuite dans une zone située à l'est de la chaîne Darling et est devenue une circonscription sûre pour le Country Party. Avant les élections de 1949, son territoire a complètement changé et est devenu celui de la nouvelle circonscription de Moore, tandis que celle de Swan emménageait dans sa situation actuelle même si, au début, elle s'étendait jusqu'au nord-est de Midland. 

## Représentants
| Nom                | Parti           | Période de mandat |
| ------------------ | --------------- | ----------------- |
| John Forrest       | Protectionniste | 1901–1909         |
| John Forrest       | Commonwealth    | 1909–1916         |
| John Forrest       | Nationaliste    | 1916–1918         |
| Edwin Corboy       | Travailliste    | 1918–1919         |
| John Prowse        | Country         | 1919–1922         |
| Henry Gregory      | Country         | 1922–1940         |
| Thomas Marwick     | Country         | 1940–1943         |
| Thomas Marwick     | Indépendant     | 1943-1943         |
| Donald Mountjoy    | Travailliste    | 1943–1946         |
| Leonard Hamilton   | Country         | 1946–1949         |
| Bill Grayden       | Libéral         | 1949-1954         |
| Harry Webb         | Travailliste    | 1954–1955         |
| Richard Cleaver    | Libéral         | 1955-1969         |
| Adrian Bennett     | Travailliste    | 1969–1975         |
| John Martyr        | Libéral         | 1975-1980         |
| Kim Beazley        | Travailliste    | 1980–1996         |
| Don Randall        | Libéral         | 1996-1998         |
| Kim Wilkie         | Travailliste    | 1998–2007         |
| Steve Irons        | Libéral         | 2007–2022         |
| Zaneta Mascarenhas | Travailliste    | depuis 2022       |

## Résultats des élections
| Parti                            | Parti                              | Candidat                           | Voix    | %      | ±      |
| -------------------------------- | ---------------------------------- | ---------------------------------- | ------- | ------ | ------ |
|                                  | Travailliste                       | Zaneta Mascarenhas                 | 39 082  | 39,07  | +6,17  |
|                                  | Libéral                            | Kristy McSweeney                   | 32 096  | 32,08  | −12,65 |
|                                  | Verts                              | Clint Uink                         | 14 861  | 14,86  | +2,86  |
|                                  | UAP                                | Paul Hilton                        | 2 637   | 2,64   | +0,81  |
|                                  | Une nation                         | Peter Hallifax                     | 2 544   | 2,54   | −0,33  |
|                                  | AJP                                | Timothy Green                      | 2 214   | 2,21   | +0,89  |
|                                  | Australie-Occidentale              | Rod Bradley                        | 2 059   | 2,06   | +0,70  |
|                                  | Chrétiens                          | Dena Gower                         | 1 930   | 1,93   | +0,20  |
|                                  | Démocrates libéraux                | Matthew Thompson                   | 1 821   | 1,82   | +1,82  |
|                                  | Fédération                         | Carl Pallier                       | 792     | 0,79   | +0,79  |
| Total des suffrages exprimés     | Total des suffrages exprimés       | Total des suffrages exprimés       | 100 036 | 94,75  | +0,59  |
| Votes nuls                       | Votes nuls                         | Votes nuls                         | 5 545   | 5,25   | −0,59  |
| Participation                    | Participation                      | Participation                      | 105 581 | 87,12  | −1,73  |
| Résultat de préférence bipartite |                                    |                                    |         |        |        |
|                                  | Travailliste                       | Zaneta Mascarenhas                 | 58 796  | 58,77  | +11,99 |
|                                  | Libéral                            | Kristy McSweeney                   | 41 240  | 41,23  | −11,99 |
|                                  | Travailliste vainqueur sur Libéral | Travailliste vainqueur sur Libéral | Swing   | +11,99 |        |